# The Thief and the Cobbler
The Thief and the Cobbler ("Tjuven och skomakaren") är en ofullbordad brittisk tecknad film i regi av Richard Williams, med röster av Vincent Price och Felix Aylmer. Den utspelar sig i en stad i Mellanöstern där det finns en profetia: om de tre gyllene klot som pryder stadens minaret försvinner så kommer staden att anfallas av en hisklig härförare, men räddas av en enkel människa. En tjuv har bestämt sig för att stjäla kloten, medan en skomakare får rycka in och försöka rädda staden.
Filmen togs ifrån regissören innan den var färdig. Två kraftigt omklippta versioner har släppts under titlarna The Princess and the Cobbler och Tusen och en natt – tjuven och skomakaren. År 2012 kom en dokumentärfilm om filmens tillkomst med titeln Persistence of vision.
Då The Thief and the Cobbler var i och ur produktion från 1964 till 1993, totalt 29 år, överträffade den Guinnessrekordet på 20 år som innehades av Leni Riefenstahls Tiefland (1954). Den var när den väl släpptes, den sista filmen med Kenneth Williams, som dog 1988, Sir Anthony Quayle, som dog 1989 och Vincent Price, som dog 1993. Det är också hittills den sista film Stanley Baxter medverkat i. Det var också den sista filmen som animatörerna Ken Harris, Emery Hawkins, Grim Natwick och Art Babbitt arbetade på.

## Tillkomst
Richard Williams, en meriterad regissör av tecknade kortfilmer, började göra filmen 1964, för egna pengar och med ambitionen att göra världens bästa animerade film. Han använde animatörer som hade arbetat med några av Walt Disney Companys kändaste filmer. År 1988 utkom filmen Vem satte dit Roger Rabbit där Williams hade stått för de animerade inslagen. Filmens finansiella framgångar väckte intresse för The Thief and the Cobbler och Warner Bros. gick in i produktionen. När filmen inte blev färdig så snabbt som Warner hade önskat tog de den ifrån Williams, lät sydkoreanska animatörer fylla ut det som saknades och färdigställde en kraftigt omklippt version.

## Utgivning
Warner släppte sin version av filmen 1993 under titeln The Princess and the Cobbler, med begränsad distribution och utan några framgångar. År 1995, efter Disneys framgångar med Aladdin, släppte Miramax Films en andra version emot regissörens vilja, denna gång med titeln Arabian Knight (i Sverige under titeln Tusen och en natt – tjuven och skomakaren). Williams, som avled 2019, gav upp projektet och vägrade att tala om filmen. År 2006 utkom The Thief and the Cobbler – Recobbled Cut, en inofficiell version som utgått från det släppta materialet, arbetsmaterial, manus och storyboards för att så nära som möjligt försöka återge Williams vision.